# Ouratea scandens
Ouratea scandens är en tvåhjärtbladig växtart som beskrevs av Ernst Heinrich Georg Ule. Ouratea scandens ingår i släktet Ouratea och familjen Ochnaceae. Inga underarter finns listade i Catalogue of Life.